# Perikles, Fürst von Tyrus

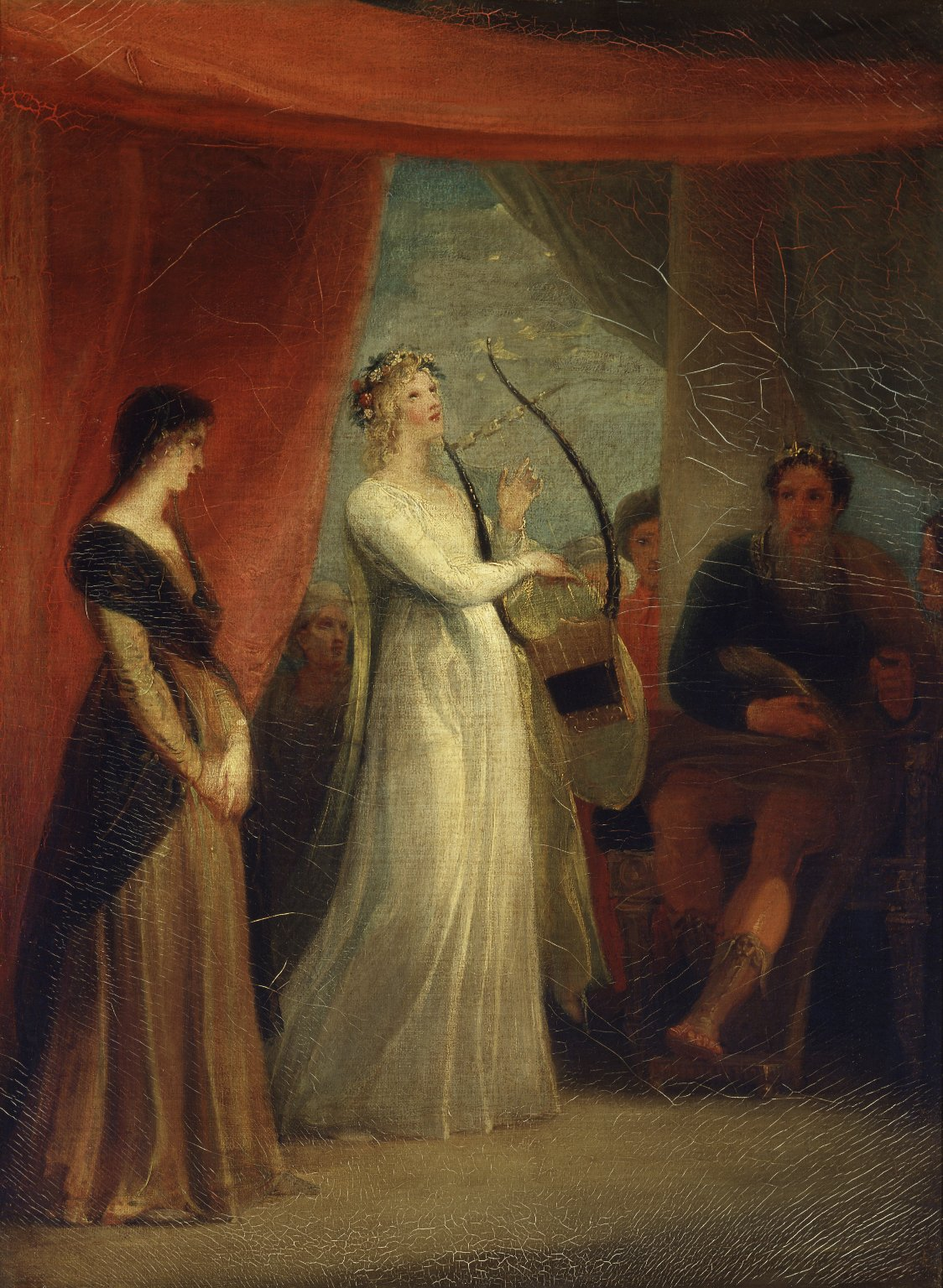
Marina singt für Pericles, Thomas Stothard 1825.

Perikles, Fürst von Tyrus (engl. Pericles, Prince of Tyre) ist ein Schauspiel von William Shakespeare. Es handelt vom Schicksal des Pericles, der auf der Flucht vor der Rache des Königs Antiochus an der Küste von Pentapolis strandet und dort die Prinzessin Thaisa heiratet. Thaisa stirbt vermeintlich auf einer Schiffsreise bei der Geburt ihrer Tochter Marina, ihr Sarg wird im Meer versenkt und sie wird von einem Wunderarzt in Ephesus aus ihrem todesähnlichen Zustand wiedererweckt. Marina wächst bei Pflegeeltern auf, wird als junge Frau von diesen bedroht, von Piraten entführt und in ein Bordell in Mytilene verkauft. Sie entkommt von dort, trifft ihren Vater wieder und beide werden mit Thaisa vereint, die als Priesterin in Tempel von Ephesus lebt. Shakespeares Hauptquelle war vermutlich der antike Roman Historia Apollonii regis Tyri in verschiedenen späteren Bearbeitungen. Aufgrund stilistischer Eigenheiten des Textes nimmt man eine Koautorschaft von George Wilkins an. Pericles entstand wohl um das Jahr 1607. Die erste Aufführung könnte in der ersten Jahreshälfte 1608 stattgefunden haben. Der Erstdruck ist eine Quarto aus dem Jahre 1609. Pericles gehört zu den selten aufgeführten Werken Shakespeares. Es zeichnet sich durch einen experimentellen Stil aus, eine Mischung aus Drama und epischer Erzählung, wobei der mittelalterliche Dichter John Gower als Erzähler auftritt. Seit Dowdens Definition wird es zusammen mit weiteren Stücken aus Shakespeares Spätwerk zu den Romanzen gezählt.

## Übersicht

### Gliederung der Ausgaben
Von Pericles existieren drei unterschiedliche Textausgaben. Im Oxford Shakespeare wird der unkorrigierte Text der Quarto von 1609 im Anhang als Appendix A wiedergegeben: A diplomatic Reprint of the First Quarto of Pericles (1609). Die Einteilung ist ungegliedert und es werden lediglich die Zeilen von 1–2380 gezählt. Die Oxford-Ausgabe selbst bietet dann einen sog. Reconstructed Text an. Dabei handelt es sich um eine Kompilation aus dem Quartotext und Teilen von George Wilkins Prosaerzählung The Painfull Adventures of Pericles Prince of Tyre von 1608. Die Herausgeber der Oxfordausgabe haben die Quarto anhand dieser Prosaerzählung korrigiert und daraus insgesamt ca. 70 Zeilen Text eingefügt. Der Reconstructed Text ist in der Gesamtausgabe und in der wissenschaftlichen Einzelausgabe enthalten und wird in 22 Szenen eingeteilt. Im Kommentar des Oxford Companion findet sich eine davon abweichende Gliederung mit 23 Szenen. Dabei wird die letzte Szene Nr. 22 in zwei Szenen aufgeteilt, indem die Rede des Erzählers Gower als eigene Szene gezählt wird. Dieser Gliederung folgt der populäre Rough Guide. Die Arden- und NCS-Ausgaben bieten einen Text an, der der Einteilung des Werkes in fünf Akte nach dem Vorschlag von Malone folgt. Dabei werden die 22 Szenen so aufgeteilt, dass jeder Akt von einer größeren Rede Gowers eingeleitet wird. Die Einteilung ist folgendermaßen: Akt I (Szenen 1–4); Akt II (Szenen 5–9); Akt III (Szenen 10–14); Akt IV (Szenen 15–19) Akt V (Szenen 20–22). Die englisch-deutsche Studienausgabe, die eine aktuelle Rohübersetzung des Pericles anbietet, benutzt den Text des Pelican Shakespeare von James G. McManaway aus dem Jahre 1961. Dieser verwendet ebenfalls die Akteinteilung nach Malone, unterscheidet sich aber leicht von den Arden- und NCS-Ausgaben. Im vierten Akt wird der Auftritt der Edelleute als eigene Szene gezählt, sodass die Arden- und NCS-Szene IV,5 in der deutschen Ausgabe in eine kurze Szene IV,5 und eine längere Szene IV,6 aufgeteilt wird.

### Hauptcharaktere
In der ursprünglichen Quarto gibt es keine Liste der handelnden Personen. Die Oxfordausgabe benutzt eine analoge Aufzählung aus Wilkins Prosaerzählung The Painfull Adventures of Pericles Prince of Tyre. Die NCS- und die Arden-Ausgabe verwenden „The Actors names“ aus der zweiten Auflage der Third Folio von 1664. Die Arden-Ausgabe konstruiert eine Liste der Darsteller anhand der sechs verschiedenen Handlungsorte. Die englisch-deutsche Studienausgabe benutzt die auf F3 beruhende Liste aus der Pelican Shakespeare-Ausgabe. Sie stimmt fast vollständig mit der „List of Characters“ der NCS-Ausgabe überein.

### Erzählte Zeit und Orte der Handlung
Die Handlung erstreckt sich über mehr als zehn Jahre und spielt zur Zeit der Herrschaft des Königs Antiochus des Großen, der von 223–187 v. Chr. regierte. Das deuten jedenfalls die Hinweise in den beiden Hauptquellen des Dramas an, Gowers Confessio Amantis und Twines The Patterne of Painfull Adventures. Die Orte der Handlung sind in der Reihenfolge, wie sie im Stück auftauchen:
- Antioch: gemeint ist Antiochia am Orontes, das heutige Antakya im Süden der Türkei.
- Tyre: ist das antike Tyros im heutigen Süd-Libanon.
- Tarsus: hier handelt es sich um das antike Tarsus, die Geburtsstadt des Apostels Paulus.
- Pentapolis: wird im Stück als eine griechische Stadt angesehen, tatsächlich steht der Name für die Pentapolis (Kyrenaika).[18]
- Ephesus: das antike Ephesus war bekannt für seinen Artemistempel.
- Mytilene: ist die heutige griechische Hafenstadt Mytilini auf der Insel Lesbos.

## Handlung

### Akt I – Szene 1–4
[Akt I,0. Prolog. Szene 1] In einem Prolog berichtet der Erzähler Gower, dass der mächtige König Antiochus von Antioch nach dem Tod seiner Frau seine Tochter zum Inzest verführt hat. Um die Schöne für sich zu behalten, stellt er jedem Freier, der um die Hand seiner Tochter anhält, ein Rätsel. Wer das Rätsel nicht löst, wird hingerichtet und schon viele Bewerber mussten auf diese Weise ihr Leben lassen. [Akt I,1. Szene 1] Perikles, der Fürst von Tyrus, bewirbt sich um die schöne Tochter des Königs. Er erkennt des Rätsels Lösung, nämlich dass Vater und Liebhaber identisch sind. Deshalb bekundet er gegenüber Antiochus: „Few love to hear the sins they love to act“ (Sc. 1, 135), spricht aber die Lösung nicht aus, so dass er sein Leben verwirkt hat. Antiochus erkennt, dass Perikles die richtige Antwort gefunden hat und gewährt ihm 40 Tage bis zur Vollstreckung der Hinrichtung. [Akt I,2. Szene 2] Perikles flieht nach Tyrus. Da er aber auch hier einen Angriff Antiochus´ fürchtet, übergibt er die Regierungsgeschäfte vorübergehend seinem Ratgeber Helikanus und macht sich auf nach Tarsus. [Akt I,3. Szene 3] Der von Antiochus mit Perikles´ Ermordung beauftragte Thaliart erfährt in Tyrus, dass der Prinz schon abgereist ist, und beschließt, seinem Auftraggeber zu erzählen, Perikles sei zur See ertrunken. [Akt I,4. Szene 4] In Tarsus beklagen der Statthalter Kleon und seine Frau Dionyza die anhaltende Hungersnot, als der eingetroffene Perikles ihnen Getreide von seinen Schiffen zur Verfügung stellt.

### Akt II – Szene 5–9
[Akt II,0. Prolog. Szene 5] In seinem zweiten Prolog fasst Gower die Ereignisse des ersten Aktes kommentierend zusammen. Sein Bericht wird von einem Dumb Show (einem Pantomimenspiel) unterbrochen. Dann schildert er, wie Perikles erneut in See sticht, einen Schiffbruch erleidet und in Pentapolis strandet. [Akt II,1. Szene 5] Perikles macht sich nach einer Nachricht Helikanus´ wieder auf den Rückweg, erleidet aber in einem Sturm Schiffbruch und gelangt so nach Pentapolis, wo Simonides König ist. [Akt II,2. Szene 6] Perikles nimmt an dem Ritterturnier um die Hand der Königstochter Thaisa teil. [Akt II,3. Szene 7] Am Abend des ersten Tages lernt er sie auf einem Bankett näher kennen; am folgenden Tag lässt Thaisa den anderen Rittern verkünden, dass sie nicht heiraten wird, worauf diese abreisen. [Akt II,4. Szene 8] In Tyrus berichtet Helicanus, dass Antiochus und seine Tochter als Strafe für ihre Sünde durch ein Feuer vom Himmel verbrannt wurden. Mehrere Lords versuchen Helikanus zu bewegen, sich zum König krönen zu lassen, der jedoch weigerte sich standhaft. [Akt II,5. Szene 9] Gegen den anfänglichen Widerstand von Simonides heiraten Perikles und Thaisa.

### Akt III – Szene 10–14
[Akt III,0. Prolog. Szene 10] Erneut kommentiert Gower die Ereignisse des vorhergehenden Aktes. Er deutet die Hochzeitsnacht von Perikles und Thaisa an. In einem Pantomimenspiel treten die schwangere Thaisa, ihr Vater und ihr Ehemann auf und erfahren vom Tod des Antiochus und seiner Tochter. Dann schildert Gower, wie Perikles nach Tyrus aufbricht. [Akt III,1. Szene 11] Nachdem Perikles von den Versuchen erfahren hat, seinen Stellvertreter zum König zu machen, begibt er sich mit seiner schwangeren Frau und deren Amme Lychordia auf den Seeweg nach Tyrus. In einem Sturm kommt das Kind zur Welt, die Amme hat jedoch die traurige Nachricht, dass Thaisa tot ist. Sie wird in einer Kiste der See übergeben. [Akt III,2. Szene 12] In Ephesus wird die Kiste mit der scheintoten Königin zu Cerimon und Philemon gebracht. Sie stellen fest, dass die darin entdeckte Person nicht tot ist, und Thaisa kommt wieder zu Bewusstsein. [Akt III,3. Szene 13] Perikles glaubt, das Kind, das den Namen Marina trägt, werde bis Tyrus nicht überleben. Daher gibt er es Kleon und Dionyza im nahen Tarsus zur Pflege. [Akt III,4. Szene 14] Die letzte Szene des III. Aktes spielt wieder in Ephesus. Da Thaisa glaubt, ihren Mann nicht mehr wiederzusehen, beschließt sie, fortan ein keusches Leben im Tempel der Göttin Diana zu führen.

### Akt IV – Szene 15–19
[Akt IV,0. Prolog. Szene 15] Gower berichtet, dass seit dem letzten Akt Jahre vergangen sind: Perikles ist König von Tyrus, Thaisa dient als Diana Geweihte und Marina ist eine junge Frau in Tarsus. [Akt IV,1. Szene 15] Da sie Kleons und Dionyzas eigene Tochter bei weitem aussticht, stiftet Dionyza ihren Bediensteten Leonin an, Marina bei einem Spaziergang am Meer umzubringen. [Akt IV,2. Szene 16 (erste Bordellszene)] Kurz vor Ausführung der Tat wird Marina indes von Piraten ergriffen und an ein Bordell in Mytilene verkauft. [Akt IV,3. Szene 17] In Tarsus hat Dionyza unterdessen Leonin vergiftet, der den Mord scheinbar auftragsgemäß ausgeführt hat. [Akt IV,4. Szene 18] Gower berichtet, wie Perikles sich nach Tarsus aufmacht, um seine Tochter wiederzusehen. In einem „Dumb Show“ wird dargestellt, wie er in die Stadt kommt und wie Kleon und Dionyza dem Niedergeschlagenen das angebliche Grab seiner Tochter zeigen. Perikles ist völlig verzweifelt. [Akt IV,5. Szene 19] In Mytilene treffen sich zwei Edelleute und berichten von der standhaften Marina. [Akt IV,6. Szene 19 (zweite Bordellszene)] Die Bordellbetreiber müssen bald feststellen, dass Marina jeden ihrer Kunden zur Tugend bekehrt, selbst der Statthalter Lysimachus kann dies an sich erfahren.

### Akt V – Szene 20–22
Marina entkommt dem Bordell und gelangt in ein anständiges Haus. Perikles, der seit drei Monaten nicht mehr gesprochen hat, findet nach Mytilene, wo Lysimachus bekundet, eine Frau zu kennen, die ihn wieder zum Reden bringen könne; er lässt Marina holen. In der Tat gelingt es ihr, Perikles wieder zum Sprechen zu bringen. Die beiden stellen fest, dass sie Vater und Tochter sind. Im Schlaf erscheint Perikles die Göttin Diana, die ihm aufträgt, sich zu ihrem Tempel in Ephesus zu begeben. Dort finden sich Perikles und Thaisa wieder. Sie beschließen, zur Hochzeit ihrer Tochter mit Lysimachus zu reisen; danach wollen sie den Rest ihrer Tage in Pentapolis verbringen, während Marina und ihr Mann Tyrus regieren sollen.

## Literarische Vorlagen und kulturelle Bezüge
Die Handlung des Stückes geht auf den Roman Apollonius von Tyrus zurück. Diese Geschichte wurde in zwei Dichtungen verarbeitet, John Gowers Gedicht Confessio Amantis (ca. 1386) und Laurence Twines Prosaerzählung The Patterne of Painfull Adventures (1576).  George Wilkins hat wiederum Shakespeares Stück als Vorlage für die Erzählung The Painfull Adventures of Pericles Prince of Tyre von 1608 verwendet. Der Verfasser der Confessio tritt in dem Stück als Erzähler und Kommentator auf. Diese Stilfigur findet sich auch in Barnabe Barnes Tragödie The Devil's Charter (1607) und dem Stück The Travels of the Three English Brothers (1607) von John Day, William Rowley und Wilkins.

## Datierung

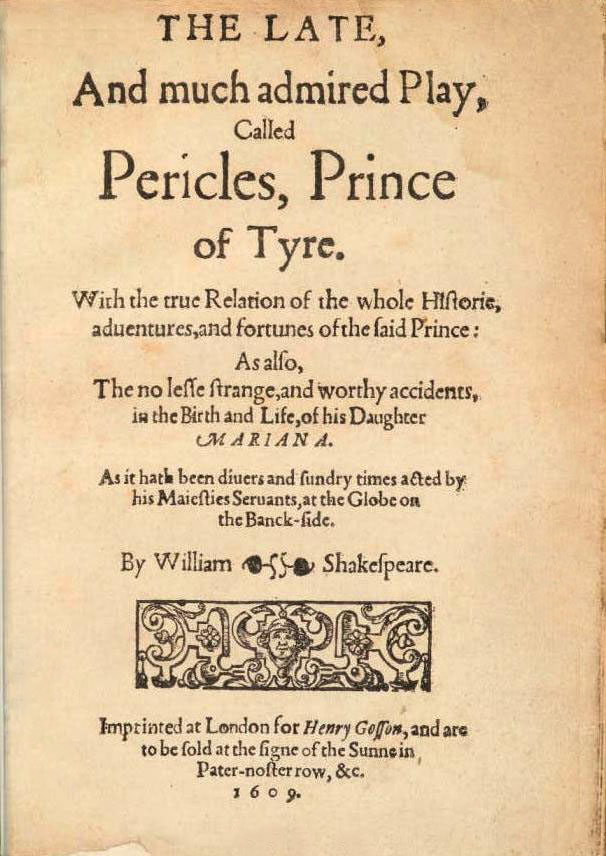
Titelseite der ersten Quarto aus dem Jahre 1609.

Shakespeare hat das Stück vermutlich in der Zeit zwischen 1606 und 1608 verfasst, mit Sicherheit aber vor 1608. Viele Gelehrte bevorzugen das Jahr 1607. Die Autoren des autoritativen Textual Companion nennen ebenfalls 1607. Am 20. Mai 1608 hat  Edward Blount einen Eintrag im Stationers’ Register vorgenommen und sich damit die Druckrechte gesichert. Im folgenden Jahr 1609 hat der Drucker  Thomas Creede für den Verleger Henry Gosson den ersten Quartodruck des Pericles besorgt.

## Textgeschichte
Die Textqualität der Quarto von 1609 ist minderwertig. Der erste Druck des Werkes enthält nach einhelliger Auffassung der heutigen Herausgeber den am schlechtesten überlieferten Text aller Shakespeare-Werke überhaupt. Sämtliche weiteren frühen Ausgaben sind Nachdrucke der Quarto von 1609. Die Textfassung des Erstdrucks weist zahlreiche sprachliche Mängel auf, vertauscht Prosa und Vers im Druck und enthält Zeilenverschiebungen. Im Unterschied zu anderen bad quartos ist der korrumpierte Text der ersten Quarto-Ausgabe jedoch die einzige heute noch vorhandene Textüberlieferung, ohne dass bislang zweifelsfrei geklärt werden konnte, wie diese Druckversion genau zustande gekommen ist.
Verschiedene Editoren, so Wells und Taylor, die Herausgeber des Oxford-Shakespeare, vermuten, dass für den Druck nicht ein handschriftliches Entwurfsmanuskript von Shakespeare (foul paper) vorgelegen habe, sondern ein aus dem Gedächtnis rekonstruierter Text (reported text) eines Theaterbesuchers oder eher eines Schauspielers. Doreen DelVeccio und Antony Hammond, die Herausgeber der New Cambridge Ausgabe von 1998, halten es demgegenüber für möglich, dass der Text auf einer nur unvollständig korrekturgelesenen Version basieren könne, die durchaus direkt oder indirekt von Shakespeares eigenem Manuskript abstammen kann. Die auffälligen stilistischen Unterschiede zwischen den Szenen 1–9 (bzw. Akt I und II) und den folgenden Szenen 10–22/23 (bzw. Akt III bis IV) haben viele Shakespeare-Forscher zu der Annahme geführt, dass der erste Teil mit seiner einfacheren und eintönigeren Sprach- und Versgestaltung nicht von Shakespeare verfasst wurde; erst der zweite Teil lässt die für Shakespeares späte Werke ansonsten charakteristischen Merkmale wie eine lyrische Diktion und elliptische Syntax oder fließenden Blankvers mit zahlreichen Enjambements erkennen. Als Mitautoren wurde William Rowley, Thomas Heywood und George Wilkins in Betracht gezogen; heute wird zumeist Wilkins vermutet. DelVeccio und Hammond halten dem jedoch entgegen, dass der Stilwechsel nicht zwangsläufig auf verschiedene Autoren hinweise, sondern bewusst von Shakespeare so beabsichtigt sein könne, und bezweifeln die These einer mehrfachen Autorenschaft.
Aus heute nicht mehr mit Gewissheit feststellbaren Gründen wurde das Werk jedoch nicht in die Folio-Ausgabe von 1623, die erste Gesamtausgabe der Dramen Shakespeares, aufgenommen, sondern erschien erst wieder 1664 in der dritten Folio-Edition zusammen mit verschiedenen Shakespeareschen Apokryphen. Möglicherweise hatten die Herausgeber der ersten Folio-Ausgabe, John Heminges und Henry Condell, als frühere Schauspielkollegen Shakespeares Zweifel an dessen Autorenschaft oder aber der Authentizität der verfügbaren Druckvorlagen. Allgemein galt Pericles bis Ende des 18. Jahrhunderts unter Shakespeare-Gelehrten und Herausgebern als nicht authentisch; erst 1790 nahm der irische Literaturwissenschaftler und Shakespeare-Forscher Edmond Malone das Stück in seiner elfbändigen Werkausgabe wieder in den klassischen Shakespeare-Kanon auf.

## Aufführungsgeschichte

### England und USA
Giorgio Giustinian war von Januar 1606 bis November 1608 Botschafter Venedigs in London. Er berichtet davon, eine Aufführung dieses Stückes gesehen zu haben. Dies könnte aufgrund der Schließungsdaten der Theater wegen Pestepidemien in die Zeit zwischen April und Mitte Juli 1608 stattgefunden haben. Weitere Aufführungen sind für den 2. Februar 1610 durch die Cholmely Players in Niderdale und den 24. Mai 1619 am Hof in London belegt. Nach der Restauration wurde das Stück als eines der ersten Werke Shakespeares im Jahre 1659/60 von der Duke's Company im Cockpit Theatre unter der Leitung von William Davenant mit Thomas Betterton in der Hauptrolle gespielt. Dann geriet es für lange Zeit in Vergessenheit. Mit Ausnahme der Adaption Marina von George Lillo aus dem Jahre 1738, erfolgte die nächste Aufführung erst fast zweihundert Jahre später. Samuel Phelps konventionelle, dem Zeitgeschmack durch erhebliche Kürzungen angepasste Inszenierung – gestrichen wurde die Figur des Gower, der Hinweis auf den Inzest des Königs Antiochus, der größte Teil der Bordell-Szenen und alle anstößigen Worte – im Sadler's Wells Theatre in London aus dem Jahre 1854 war ein außerordentlicher Erfolg. Die erste moderne Inszenierung und gleichzeitig die erste Aufführung des Stückes in seiner originalen Textgestalt seit der Restauration erfolgte 1921 durch Robert Atkins am Old Vic in London. Nugent Monk leitete in der Folge zwei Aufführungen des Perikles, die erste 1929 am Maddermarket Theatre in Norwich als persisches Märchen und 1947 eine weniger aufwendige Version im Stratford Memorial Theatre. Mit üppiger Ausstattung und einer Rahmenhandlung bei der Gower seine Erzählung der Sklavenbesatzung einer Galeere vorträgt, versuchte Tony Richardson 1958 ebenfalls im Stratford Memorial zu überzeugen. Fünfzehn Jahre später gelang es Toby Robertson nicht, die Kritiker für seine Arbeit mit der Prospect Theatre Company (New York) zu gewinnen. Im denkbar größten Kontrast zu den einer viktorianischen Moralvorstellung verpflichteten Inszenierungen von Phelps und Possart stellte Robertson die Bordellszenen in Mytilene ins Zentrum der Inszenierung. 1969 begann mit Terry Hands eine Reihe von inszenierungen des Pericles am Royal Shakespeare Theatre. Ihm folgte 1979 Ron Daniels mit einem stark minimalistischen Bühnenbild und 1989 David Thacker. Allen drei Inszenierungen war die Verwendung von Doppelrollen gemeinsam, um Parallelen in der Handlungsführung und bei den Eigenschaften der Figuren zu betonen. Besondere Beachtung fanden noch zwei weitere Inszenierungen in den USA. 1983 stellte Peter Sellars mit der Boston Shakespeare Company die Machtstrukturen in den verschiedenen Handlungsorten dar. Für das Shakespeare in the Park-Festival im New Yorker Central-Park erarbeitete Michael Greif 1991 Perikles’ Lebensreise als eine 2000-jährige Zeitreise, die bei der Kritik keine Zustimmung fand. Ebenso wenig positive Resonanz bei der Kritik fand Phyllida Lloyd’s experimentelle Produktion von 1994 für das National Theatre in London. Ein Erfolg beim Publikum und bei der Kritik war dagegen Adrian Noble's auf dem Reconstructed Text der Oxford-Ausgabe beruhende RSC-Produktion von 2002 für das Londoner Roundhouse. Eine explizit politische Botschaft, nämlich das Schicksal von Flüchtlingen präsentierte der für seine Shakespeare-Produktionen in Japan bekannte Theaterregisseur Yukio Ninagawa bei seiner Gastproduktion am London National Theatre im Jahre 2003. Dominic Cooke leitete die Pericles-Aufführung beim Complete Works Festival der RSC im Jahre 2006.

### Deutschland
Die erste Aufführung des Perikles in Deutschland datiert von 1882. Ernst Possarts Inszenierung am Münchner Hoftheater ähnelte sehr derjenigen von Phelps 30 Jahre vorher. Die Figur des Gower und alles Anstößige wurde gestrichen. In der ersten Hälfte des 20. Jahrhunderts gab es in Deutschland vier Inszenierungen. Jocza Savits brachte den Perikles 1904 erneut in München, mit weniger Erfolg. Es folgten drei Inszenierungen im Jahre 1924 in Kiel, Mannheim und Bremen. Die erste Aufführung nach dem Zweiten Weltkrieg gab Hanskarl Zeiser 1968 in Bochum unter Verwendung von Erich Frieds Neuübersetzung. 1978 leitete Heinz-Uwe Haus eine Gastinszenierung am Deutschen Nationaltheater Weimar. Haus benutzte Eschenburgs Prosaübersetzung als Textgrundlage und stellte die Seefahrt der Hauptfigur als exemplarische Lebensreise dar. Am Deutschen Schauspielhaus in Hamburg wurde Pericles 1981 von Augusto Fernandes als Märchen inszeniert, zwei Jahre später brachte Peter Palitzsch das Stück mit dem Berliner Ensemble auf die Bühne. Im Chor der ablehnend eingestellten Kritiker fand einzig Maik Hamburger lobende Worte. Die letzten Darbietungen des Stückes an größeren Bühnen waren die von Michael Abendroth in Mainz 1995 und Dominik Wilgenbus 1996 in Kiel. Seitdem waren in Deutschland überwiegend Adaptionen des Stückes durch kleinere Theatertruppen zu sehen.

## Textausgaben
Gesamtausgaben
- Charlton Hinman, Peter W. M. Blayney (Hrsg.): The Norton Faksimile. The First Folio of Shakespeare. Based on the Folios in the Folger Library Collection. 2. Auflage, W.W. Norton, New York 1996, ISBN 0-393-03985-4 [Pericles ist nicht enthalten]
- John Jowett, William Montgomery, Gary Taylor, Stanley Wells (Hrsg.): The Oxford Shakespeare. The Complete Works. 2. Auflage, Oxford University Press, Oxford 2005, ISBN 978-0-19-926718-7

Englisch
- Doreen Del'Vecchio, Antony Hammond (Hrsg.): William Shakespeare: Pericles. The New Cambridge Shakespeare. Cambridge University Press, Cambridge 1998, ISBN 978-0-521-29710-3
- Suzanne Gosset (Hrsg.): William Shakespeare: Pericles. The Arden Shakespeare. Third Series. Bloomsbury, London 2004, ISBN 978-1-903436-85-1
- Roger Warren (Hrsg.): William Shakespeare: Pericles. The Oxford Shakespeare. Oxford University Press, Oxford 2003, ISBN 978-0-19-953683-2

Deutsch
- Annabarbara Pelli-Ehrensperger (Hrsg.): William Shakespeare: Pericles, Prince of Tyre / Pericles, Fürst von Tyrus. Englisch-deutsche Studienausgabe. Stauffenburg Verlag. Tübingen 2005. ISBN 3-86057-566-X.

## Belege
Anmerkungen zur Zitierweise: in der Inhaltsangabe des Werkes wird nach der englisch-deutschen Studienausgabe zitiert. Diese ist nach Akten und nicht nach Szenen eingeteilt. Um die Orientierung in den englischen Ausgaben zu erleichtern, werden Akt- und Szenen-Zählung angegeben. Jeder Akt beginnt mit einer Rede des Erzählers John Gower. Dieser Prolog wird in der Akteinteilung der Studienausgabe als Szene 0 bezeichnet. Die Zitierweise für den Ersten Satz „To sing a song that old was sung...“ lautet also für die Studienausgabe: [Akt I,0,1.]; für die Oxford-Ausgabe: [Sc. 1,1]. In der Oxford-Ausgabe findet sich dann eine durchgängige Verszählung für eine komplette Szene. Der Handlungsbeginn mit „Young Prince of Tyre...“ wird also so zitiert: [Sc. 1,43.] Die Studienausgabe beginnt die Handlung aber als „Szene Eins“ des ersten Aktes und startet die Verszählung neu. „Young Prince of Tyre...“ ist dann: [Akt I,1,1.]. So verfahren auch Arden und NSC-Ausgabe. Allerdings wird in der Ardenausgabe der Prolog als Szene 0 bezeichnet und in der NCS-Ausgabe als „Prologue“. Dies gilt für alle Akte und die jeweiligen den Akten vorangestellten Erläuterungen Gowers.
1. ↑  Roger Warren (Hrsg.): William Shakespeare: Pericles. The Oxford Shakespeare. Oxford University Press, Oxford 2003. S. 231–286.
2. ↑  Annabarbara Pelli-Ehrensperger (Hrsg.): William Shakespeare: Pericles, Prince of Tyre / Pericles, Fürst von Tyrus. Englisch-deutsche Studienausgabe. Stauffenburg Verlag, Tübingen 2005. S. 24.
3. ↑  John Jowett, William Montgomery, Gary Taylor, Stanley Wells (Hrsg.): The Oxford Shakespeare. The Complete Works. 2. Auflage, Oxford University Press, Oxford 2005. S. 1063–1086.
4. ↑  Roger Warren (Hrsg.): William Shakespeare: Pericles. The Oxford Shakespeare. Oxford University Press, Oxford 2003. S. 91–229.
5. ↑  Michael Dobson, Stanley Wells (Hrsg.): The Oxford Companion to Shakespeare. Oxford University Press, Oxford 2001. Artikel Pericles von AD (Anthony Davies) S. 342–344.
6. ↑  Andrew Dickson: The Rough Guide to Shakespeare. 2. Auflage, Penguin, New York 2007. S. 292–301.
7. ↑  Suzanne Gosset (Hrsg.): William Shakespeare: Pericles. The Arden Shakespeare. Third Series. Bloomsbury, London 2004. S. 171–406.
8. ↑  Doreen Del'Vecchio, Antony Hammond (Hrsg.): William Shakespeare: Pericles. The New Cambridge Shakespeare. Cambridge University Press, Cambridge 1998. S. 85–193.
9. ↑  Annabarbara Pelli-Ehrensperger (Hrsg.): William Shakespeare: Pericles, Prince of Tyre / Pericles, Fürst von Tyrus. Englisch-deutsche Studienausgabe. Stauffenburg Verlag, Tübingen 2005. S. 26.
10. ↑  Annabarbara Pelli-Ehrensperger (Hrsg.): William Shakespeare: Pericles, Prince of Tyre / Pericles, Fürst von Tyrus. Englisch-deutsche Studienausgabe. Stauffenburg Verlag, Tübingen 2005. S. 212.
11. ↑  Roger Warren (Hrsg.): William Shakespeare: Pericles. The Oxford Shakespeare. Oxford University Press, Oxford 2003. S. 90, 232.
12. ↑  Roger Warren (Hrsg.): William Shakespeare: Pericles. The Oxford Shakespeare. Oxford University Press, Oxford 2003. S. 3.
13. ↑  Doreen Del'Vecchio, Antony Hammond (Hrsg.): William Shakespeare: Pericles. The New Cambridge Shakespeare. Cambridge University Press, Cambridge 1998. S. 82–84.
14. ↑  Suzanne Gosset (Hrsg.): William Shakespeare: Pericles. The Arden Shakespeare. Third Series. Bloomsbury, London 2004. S. 166–170.
15. ↑  Suzanne Gosset (Hrsg.): William Shakespeare: Pericles. The Arden Shakespeare. Third Series. Bloomsbury, London 2004. S. 166f.
16. ↑  Annabarbara Pelli-Ehrensperger (Hrsg.): William Shakespeare: Pericles, Prince of Tyre / Pericles, Fürst von Tyrus. Englisch-deutsche Studienausgabe. Stauffenburg Verlag, Tübingen 2005. S. 56–59.
17. ↑  CA: the great Antiochus,/ Of whom that Antioche toke / His first name. PPA: he most famous and mightie king Antiochus. Zitiert nach: Doreen Del'Vecchio, Antony Hammond (Hrsg.): William Shakespeare: Pericles. The New Cambridge Shakespeare. Cambridge University Press, Cambridge 1998. S. 83.
18. ↑  Doreen Del'Vecchio, Antony Hammond (Hrsg.): William Shakespeare: Pericles. The New Cambridge Shakespeare. Cambridge University Press, Cambridge 1998. S. 84; Suzanne Gosset (Hrsg.): William Shakespeare: Pericles. The Arden Shakespeare. Third Series. Bloomsbury, London 2004. S. 169; Roger Warren (Hrsg.): William Shakespeare: Pericles. The Oxford Shakespeare. Oxford University Press, Oxford 2003. S. 123; William Shakespeare: Pericles, Prince of Tyre. Englisch-Deutsche Studienausgabe. Deutsche Prosafassung, Anmerkungen, Einleitung und Kommentar von Annabarbara Pelli-Ehrensperger. Stauffenburg, Tübingen 2005. S. 114. NCS und Arden geben an, die Lokalisierung beruhe auf Angaben aus dem Atlas Theatrum Orbis Terrarum von Abraham Ortelius. Oxford erklärt, die Zuschreibung sei erstmals von Steevens vorgenommen worden. Die Studienausgabe führt die Zuordnung auf Angaben in der ältesten lateinischen Fassung der Historia Apollinii zurück, wo von der Pentapolitanae Cyrenaeorum terrae die Rede ist.
19. ↑  Annabarbara Pelli-Ehrensperger (Hrsg.): William Shakespeare: Pericles, Prince of Tyre / Pericles, Fürst von Tyrus. Englisch-deutsche Studienausgabe. Stauffenburg Verlag, Tübingen 2005. Akt I, 0, 25f.
20. ↑  Annabarbara Pelli-Ehrensperger (Hrsg.): William Shakespeare: Pericles, Prince of Tyre / Pericles, Fürst von Tyrus. Englisch-deutsche Studienausgabe. Stauffenburg Verlag, Tübingen 2005. Akt II,0, 1–26.
21. ↑  Annabarbara Pelli-Ehrensperger (Hrsg.): William Shakespeare: Pericles, Prince of Tyre / Pericles, Fürst von Tyrus. Englisch-deutsche Studienausgabe. Stauffenburg Verlag, Tübingen 2005. Akt II,0, 16.
22. ↑  Annabarbara Pelli-Ehrensperger (Hrsg.): William Shakespeare: Pericles, Prince of Tyre / Pericles, Fürst von Tyrus. Englisch-deutsche Studienausgabe. Stauffenburg Verlag, Tübingen 2005. Akt II,0,27-40.
23. ↑  Annabarbara Pelli-Ehrensperger (Hrsg.): William Shakespeare: Pericles, Prince of Tyre / Pericles, Fürst von Tyrus. Englisch-deutsche Studienausgabe. Stauffenburg Verlag, Tübingen 2005. Akt IV,4,1-12.
24. ↑  Annabarbara Pelli-Ehrensperger (Hrsg.): William Shakespeare: Pericles, Prince of Tyre / Pericles, Fürst von Tyrus. Englisch-deutsche Studienausgabe. Stauffenburg Verlag, Tübingen 2005. Akt IV,4,41.
25. ↑  Annabarbara Pelli-Ehrensperger (Hrsg.): William Shakespeare: Pericles, Prince of Tyre / Pericles, Fürst von Tyrus. Englisch-deutsche Studienausgabe. Stauffenburg Verlag, Tübingen 2005. Akt IV,5,55.
26. ↑  Annabarbara Pelli-Ehrensperger (Hrsg.): William Shakespeare: Pericles, Prince of Tyre / Pericles, Fürst von Tyrus. Englisch-deutsche Studienausgabe. Stauffenburg Verlag, Tübingen 2005. Akt III,0,10f.
27. ↑  Annabarbara Pelli-Ehrensperger (Hrsg.): William Shakespeare: Pericles, Prince of Tyre / Pericles, Fürst von Tyrus. Englisch-deutsche Studienausgabe. Stauffenburg Verlag, Tübingen 2005. Akt III,0,14.
28. ↑  Annabarbara Pelli-Ehrensperger (Hrsg.): William Shakespeare: Pericles, Prince of Tyre / Pericles, Fürst von Tyrus. Englisch-deutsche Studienausgabe. Stauffenburg Verlag, Tübingen 2005. Akt III,0,15-60.
29. ↑  Annabarbara Pelli-Ehrensperger (Hrsg.): William Shakespeare: Pericles, Prince of Tyre / Pericles, Fürst von Tyrus. Englisch-deutsche Studienausgabe. Stauffenburg Verlag, Tübingen 2005. Akt III,1,1-14.
30. ↑  Annabarbara Pelli-Ehrensperger (Hrsg.): William Shakespeare: Pericles, Prince of Tyre / Pericles, Fürst von Tyrus. Englisch-deutsche Studienausgabe. Stauffenburg Verlag, Tübingen 2005. Akt III,1,15-18.
31. ↑  Annabarbara Pelli-Ehrensperger (Hrsg.): William Shakespeare: Pericles, Prince of Tyre / Pericles, Fürst von Tyrus. Englisch-deutsche Studienausgabe. Stauffenburg Verlag, Tübingen 2005. Akt III,1,47-49.
32. ↑  Annabarbara Pelli-Ehrensperger (Hrsg.): William Shakespeare: Pericles, Prince of Tyre / Pericles, Fürst von Tyrus. Englisch-deutsche Studienausgabe. Stauffenburg Verlag, Tübingen 2005. Akt III,2,49f.
33. ↑  Annabarbara Pelli-Ehrensperger (Hrsg.): William Shakespeare: Pericles, Prince of Tyre / Pericles, Fürst von Tyrus. Englisch-deutsche Studienausgabe. Stauffenburg Verlag, Tübingen 2005. Akt III,2,97.
34. ↑  Annabarbara Pelli-Ehrensperger (Hrsg.): William Shakespeare: Pericles, Prince of Tyre / Pericles, Fürst von Tyrus. Englisch-deutsche Studienausgabe. Stauffenburg Verlag, Tübingen 2005. Akt III,3,12-17.
35. ↑  Annabarbara Pelli-Ehrensperger (Hrsg.): William Shakespeare: Pericles, Prince of Tyre / Pericles, Fürst von Tyrus. Englisch-deutsche Studienausgabe. Stauffenburg Verlag, Tübingen 2005. Akt III,4,7-10.
36. ↑  Ina Schabert (Hrsg.): Shakespeare Handbuch. Kröner, Stuttgart 2009. S. 459.
37. ↑  Ina Schabert (Hrsg.): Shakespeare Handbuch. Kröner, Stuttgart 2009. S. 457: zwischen 1606 und 1608.
38. ↑  Michael Dobson, Stanley Wells (Hrsg.): The Oxford Companion to Shakespeare. Oxford University Press, Oxford 2001. Artikel Pericles von AD (Anthony Davies) S. 342: „...not later than 1608“.
39. ↑  Doreen Del'Vecchio, Antony Hammond (Hrsg.): William Shakespeare: Pericles. The New Cambridge Shakespeare. Cambridge University Press, Cambridge 1998. S. 1: „...it seems likelier that it was written in 1607.“
40. ↑  The Oxford Shakespeare. The Complete Works. Second Edition. Edited by John Jowett, William Montgomery, Gary Taylor and Stanley Wells. OUP 2005. S. x: 1607.
41. ↑  Annabarbara Pelli-Ehrensperger (Hrsg.): William Shakespeare: Pericles, Prince of Tyre / Pericles, Fürst von Tyrus. Englisch-deutsche Studienausgabe. Stauffenburg Verlag, Tübingen 2005. S. 13: „höchstwahrscheinlich 1607 geschrieben.“
42. ↑  Stanley Wells und Gary Taylor: William Shakespeare: A Textual Companion. Oxford 1987. S. 130.
43. ↑  Ina Schabert (Hrsg.): Shakespeare Handbuch. Kröner, Stuttgart 2009. S. 457f.
44. ↑  Vgl. Ulrich Suerbaum: Der Shakespeare-Führer. Reclam, Stuttgart 2006, 3. rev. Auflage 2015, ISBN 978-3-15-020395-8, S. 191f. Siehe auch Anthony Davies: Pericles. In: Michael Dobson, Stanley Wells (Hrsg.): The Oxford Companion to Shakespeare. Oxford University Press, Oxford 2001, 2. rev. Auflage 2015, ISBN 978-0-19-870873-5, S. 317, sowie Ina Schabert (Hrsg.): Shakespeare-Handbuch. Die Zeit, der Mensch, das Werk, die Nachwelt. Kröner, 5. durchgesehene und ergänzte Auflage, Stuttgart 2009, ISBN 978-3-520-38605-2, S. 458, und Anthony Davies: Pericles. In: Michael Dobson, Stanley Wells (Hrsg.): The Oxford Companion to Shakespeare. Oxford University Press, Oxford 2001, 2. rev. Auflage 2015, ISBN 978-0-19-870873-5, S. 317
45. ↑  Vgl. John Jowett, William Montgomery, Gary Taylor, Stanley Wells (Hrsg.): The Oxford Shakespeare. The Complete Works. 2. Auflage, Oxford University Press, Oxford 2005, S. 1059, sowie Doreen Del'Vecchio, Antony Hammond (Hrsg.): William Shakespeare: Pericles. The New Cambridge Shakespeare. Cambridge University Press, Cambridge 1998, S. 8–15. Siehe auch Ina Schabert (Hrsg.): Shakespeare-Handbuch. Die Zeit, der Mensch, das Werk, die Nachwelt.  Kröner,  5., durchgesehene und ergänzte Auflage, Stuttgart 2009, ISBN 978-3-520-38605-2, S. 458.
46. ↑  Vgl. Ulrich Suerbaum: Der Shakespeare-Führer. Reclam, Stuttgart 2006, 3. rev. Auflage 2015, ISBN 978-3-15-020395-8, S. 190. Siehe auch Ina Schabert (Hrsg.): Shakespeare-Handbuch. Die Zeit, der Mensch, das Werk, die Nachwelt.  Kröner,  5., durchgesehene und ergänzte Auflage, Stuttgart 2009, ISBN 978-3-520-38605-2, S. 458, sowie Anthony Davies: Pericles. In: Michael Dobson, Stanley Wells (Hrsg.): The Oxford Companion to Shakespeare. Oxford University Press, Oxford 2001, 2. rev. Auflage 2015, ISBN 978-0-19-870873-5, S. 317.
47. ↑  Roger Warren (Hrsg.): William Shakespeare: Pericles. The Oxford Shakespeare. Oxford University Press, Oxford 2003. S. 1. Doreen Del'Vecchio, Antony Hammond (Hrsg.): William Shakespeare: Pericles. The New Cambridge Shakespeare. Cambridge University Press, Cambridge 1998. S. 1.
48. ↑  Hans-Dieter Gelfert: William Shakespeare in seiner Zeit. Beck Verlag. München 2014. S. 383.
49. ↑  Annabarbara Pelli-Ehrensperger (Hrsg.): William Shakespeare: Pericles, Prince of Tyre / Pericles, Fürst von Tyrus. Englisch-deutsche Studienausgabe. Stauffenburg Verlag, Tübingen 2005. S. 13.
50. ↑  Ina Schabert (Hrsg.): Shakespeare Handbuch. Kröner, Stuttgart 2009. S. 462.
51. ↑  Michael Dobson, Stanley Wells (Hrsg.): The Oxford Companion to Shakespeare. Oxford University Press, Oxford 2001. S. 344.
52. ↑  Andrew Dickson: The Rough Guide to Shakespeare. 2. Auflage, Penguin, New York 2007. S. 298.
53. ↑  Annabarbara Pelli-Ehrensperger (Hrsg.): William Shakespeare: Pericles, Prince of Tyre / Pericles, Fürst von Tyrus. Englisch-deutsche Studienausgabe. Stauffenburg Verlag, Tübingen 2005. S. 45.
54. ↑  Michael Dobson, Stanley Wells (Hrsg.): The Oxford Companion to Shakespeare. Oxford University Press, Oxford 2001. S. 344.
55. ↑  Dale Moffitt: Pericles and the Prospect Theatre. in: Pericles: Critical Essays. Hrsg. David Skeele. S. 278–287. Zit. nach Annabarbara Pelli-Ehrensperger (Hrsg.): William Shakespeare: Pericles, Prince of Tyre / Pericles, Fürst von Tyrus. Englisch-deutsche Studienausgabe. Stauffenburg Verlag, Tübingen 2005. S. 47.
56. ↑  Annabarbara Pelli-Ehrensperger (Hrsg.): William Shakespeare: Pericles, Prince of Tyre / Pericles, Fürst von Tyrus. Englisch-deutsche Studienausgabe. Stauffenburg Verlag, Tübingen 2005. S. 47f.
57. ↑  Annabarbara Pelli-Ehrensperger (Hrsg.): William Shakespeare: Pericles, Prince of Tyre / Pericles, Fürst von Tyrus. Englisch-deutsche Studienausgabe. Stauffenburg Verlag, Tübingen 2005. S. 49.
58. ↑  Lois Potter: Song of Excess, TLS 12. Juli 2002; Michael Billington, „Pericles“, The Guardian 8. Juli 2002. zit. nach Annabarbara Pelli-Ehrensperger (Hrsg.): William Shakespeare: Pericles, Prince of Tyre / Pericles, Fürst von Tyrus. Englisch-deutsche Studienausgabe. Stauffenburg Verlag, Tübingen 2005. S. 50.
59. ↑  Andrew Dickson: The Rough Guide to Shakespeare. 2. Auflage, Penguin, New York 2007. S. 300.
60. ↑  Annabarbara Pelli-Ehrensperger (Hrsg.): William Shakespeare: Pericles, Prince of Tyre / Pericles, Fürst von Tyrus. Englisch-deutsche Studienausgabe. Stauffenburg Verlag, Tübingen 2005. S. 50.
61. ↑  Savits, Jocza (1847–1915), Schauspieler, Regisseur und Schriftsteller
62. ↑  ShJb 61 (1925) S. 177. zit. nach: Annabarbara Pelli-Ehrensperger (Hrsg.): William Shakespeare: Pericles, Prince of Tyre / Pericles, Fürst von Tyrus. Englisch-deutsche Studienausgabe. Stauffenburg Verlag, Tübingen 2005. S. 51.
63. ↑  Heinz-Uwe Haus: „Aus der Konzeption der Weimarer Pericles-Inszenierung.“ in: ShJb Ost 115 (1979) S. 77–82. zit. nach Annabarbara Pelli-Ehrensperger (Hrsg.): William Shakespeare: Pericles, Prince of Tyre / Pericles, Fürst von Tyrus. Englisch-deutsche Studienausgabe. Stauffenburg Verlag, Tübingen 2005. S. 51.
64. ↑  Annabarbara Pelli-Ehrensperger (Hrsg.): William Shakespeare: Pericles, Prince of Tyre / Pericles, Fürst von Tyrus. Englisch-deutsche Studienausgabe. Stauffenburg Verlag, Tübingen 2005. S. 52.
65. ↑  Annabarbara Pelli-Ehrensperger (Hrsg.): William Shakespeare: Pericles, Prince of Tyre / Pericles, Fürst von Tyrus. Englisch-deutsche Studienausgabe. Stauffenburg Verlag, Tübingen 2005. S. 53f.